# Odette Le Fontenay
Odette Le Fontenay, née Odette Le Flaguais le 6 octobre 1885 à Paris et morte le 24 novembre 1965 dans le comté de Broward, était une chanteuse d'opéra soprano française et professeur de musique installée aux États-Unis après 1913. Elle a chanté avec le Metropolitan Opera lors de la saison 1916-1917.

## Premières années et éducation
Odette Le Flaguais est née à Paris et a grandi à Londres. Elle est la fille de Louis Adrien Georges Le Flaguais et de Félicie McDougald Bouligny. Ses parents divorcent en 1895. Elle est une descendante du gouverneur espagnol de Louisiane Francisco Bouligny et son grand-père maternel était le membre du Congrès John Edward Bouligny,. Elle suit ses études en Italie et en Espagne.

## Carrière
Elle commence sa carrière à Covent Garden à Londres et à l'Opéra-Comique de Paris, avant de s'installer aux États-Unis. En 1914, elle chante en soliste avec la formation de John Philip Sousa. En 1916, elle chante dans Melinda and her Sisters avec Frances Alda, Emmy Wehlen, Marie Dressler, Marie Doro et d'autres interprètes à la grande salle de bal du Waldorf-Astoria. Lors de la saison 1916-1917, elle chante avec le Metropolitan Opera de New York faisant ses débuts dans la même saison que la soprano Marie Sundelius (en). Elle tient des rôles dans La Flûte enchantée, Le Mariage de Figaro, et Hansel et Gretel.
Elle fait une tournée à travers les États-Unis, donnant des concerts et des récitals, après sa saison avec le Metropolitan Opera,. Un critique de 1921 qualifie sa performance de « plutôt inhabituelle et tout à fait intéressante ». Elle enregistre pour Edison Records et Victor, et enregistre sa voix pour promouvoir la technologie de "recréation" d'Edison,.
Plus tard, dans les années 1920, on l'entend à la radio, partageant parfois le programme avec son époux. Après un divorce, elle enseigne le chant à la Ethel Walker School de Simsbury de 1935 à 1943.

## Vie privée
En 1914, Odette Le Fontenay épouse son collègue chanteur d'opéra Philippe Gustave Coudert (1879-1944), baryton, à New York. Ils ont trois enfants (Odette-Corinne, Marie Yolande et Philippe Jr.) et divorcent en 1932. Elle meurt en 1965, âgée de 80 ans, en Floride.